# Muschrifa
Muschrifa (arabisch المشرفة, DMG al-Mušrifa, auch al-Mishirfeh, el-Mishrife, Al-Mushrifah oder Musharrfeh geschrieben) ist ein Dorf in Zentralsyrien, administrativ Teil des Gouvernements Homs, nordöstlich von Homs, mit 14.868 Einwohnern im Jahr 2004.
Zu den nahe gelegenen Orten gehören Ain al-Niser, Umm al-Amad und al-Mukharram im Osten und Talbiseh, al-Ghantu und Teir Maalah im Westen. Außerhalb der modernen Stadt liegt Tell el-Mishrife, der Standort des antiken Stadtstaates Qatna. Die Gemeinde hat eine religiös gemischte Bevölkerung aus sunnitischen Muslimen, Alawiten und Christen. Das Dorf enthält mehrere Moscheen und zwei Kirchen.

## Geschichte
In den 1950er Jahren erhoben sich unter dem Einfluss der syrischen Kommunistischen Partei einige der Bauern von Muschrifa gegen ihren Grundbesitzer, indem sie dessen Ernte beschlagnahmten.